# Grisollea myriantha
Grisollea myriantha là một loài thực vật có hoa trong họ Stemonuraceae. Loài này được Baill. mô tả khoa học đầu tiên năm 1864.